# Marcos Portugal
Pour les articles homonymes, voir Portugal (homonymie) et Fonseca.
Marcos António da Fonseca Portugal (Lisbonne, 24 mars 1762 — Rio de Janeiro, 17 février 1830) était un compositeur et organiste portugais.
Fils de Manuel António da Ascensão et de Joaquina Teresa Rosa. Il étudie la musique avec le compositeur João de Sousa Carvalho à Lisbonne, où il compose sa première pièce, un Miserere, à 14 ans. À 21 ans, il est organiste et compositeur de la cathédrale de Lisbonne, et en 1785 il est nommé maître du Théâtre du Salitre, pour lequel il écrit des farces, des intermèdes et des modinhas.
Beaucoup de ses mélodies étaient populaires, et étaient aussi au goût de la cour, qui lui commanda des œuvres religieuses pour le Palais royal de Queluz et d'autres chapelles utilisées par la famille royale. Il a d'abord signé ses œuvres du nom de Marcos António puis, pour que son nom sonne plus aristocratique, rajouta ensuite « da Fonseca Portugal », emprunté au parrain du mariage de ses parents.
Grâce à sa réputation à la cour, il obtient une bourse pour aller en Italie en 1792, où il reste, avec quelques interruptions jusqu'en 1800. Il se fixe à Naples, compose plusieurs opéras dans le style italien qui furent très bien reçus et joués sur plusieurs scènes italiennes, principalement des opéras bouffes et des farces.
Il revient au Portugal en 1800, où il est nommé maître de musique du séminaire de la cathédrale de Lisbonne et maître du théâtre São Carlos, pour lequel il compose plusieurs opéras. En 1807, la famille royale portugaise fuit les troupes de Napoléon et s'installe à Rio de Janeiro. Marcos Portugal reste à Lisbonne et finira plus tard par travailler pour les envahisseurs français, dirigeant au théâtre São Carlos les concerts commémoratifs de l'occupation du Portugal par Junot.
En 1811, il part pour Rio de Janeiro à la demande du prince régent. Il y est reçu comme une célébrité et nommé compositeur officiel de la cour et maître de musique des infants.
En 1813 est inauguré le théâtre royal de São João à Rio de Janeiro - construit à l'image du théâtre São Carlos de Lisbonne - pour lequel il compose plusieurs œuvres et où sont joués plusieurs de ses opéras. À cette époque, il écrit plus spécialement des œuvres religieuses. Il a une position privilégiée à la cour, en tant que professeur de musique du futur Pierre Ier du Brésil et Pierre IV de Portugal.
En 1821, il est victime de deux attaques d'apoplexie. Pour cette raison, il n'accompagne pas Jean VI lors du retour de la cour au Portugal. Une troisième attaque lui sera fatale. Il meurt relativement oublié le 17 février 1830 à Rio de Janeiro.
Marcos Portugal a composé au long de sa carrière plus de 40 opéras. Ses œuvres les plus connues sont La confusione della somiglianza (La confusion due à la ressemblance), Lo spazzacamino principe (Le prince ramoneur), La donna di genio volabile (La femme au génie changeant), Le donne cambiate (Les femmes changées), Non irritar le donne (N'irrite pas les femmes).
Il a aussi composé de la musique sacrée - dont certaines pièces pour les six orgues de la basilique de Mafra, ainsi que des modinhas - Canzonette Portuguesa - et des musiques patriotiques. En tant que premier compositeur de l'État, succédant à João de Sousa Carvalho, il a composé des musiques pour les grandes cérémonies royales.
Marcos Portugal est un des compositeurs portugais les plus prolifiques.